# Sody-Baumratte

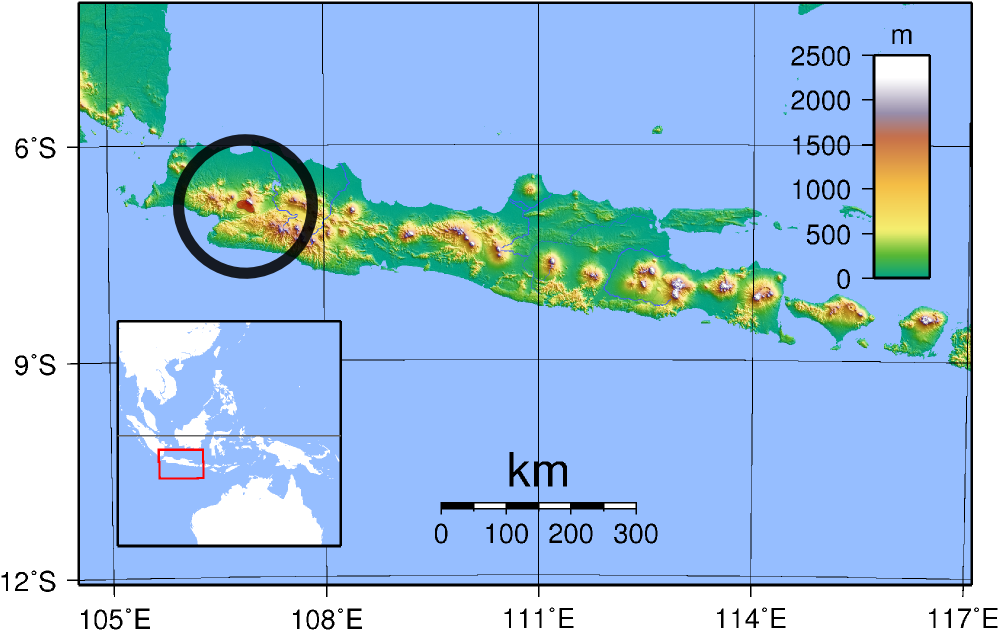
Verbreitungsgebiet der Sody-Baumratte

Die Sody-Baumratte (Kadarsanomys sodyi) ist eine Nagetierart aus der Gruppe der Altweltmäuse (Murinae). 
Die Art ist nach dem niederländischen Biologen Henri Jacob Victor Sody benannt.
Sody-Baumratten erreichen eine Kopfrumpflänge von 18 bis 21 Zentimetern, dazu kommt noch ein 26 bis 31 Zentimeter langer Schwanz. Ihr Fell ist an der Oberseite graubraun gefärbt, wobei die Mitte etwas dunkler ist als die Flanken, die Unterseite ist weiß. Der Schwanz, der länger als der Rumpf ist, ist hellbraun und mit Schuppen bedeckt.
Diese Nagetiere leben nur im Westen der indonesischen Insel Java, alle Exemplare wurden bislang in bambusbestandenen Wäldern entdeckt. Sie nagen Löcher mit drei bis vier Zentimeter Durchmesser in die Bambushalme und legen dort ihre Nester an. Ansonsten ist über ihre Lebensweise nichts bekannt.
Sämtliche bekannten Exemplare wurden in den 1930er-Jahren gefunden, seitdem gibt es keine Sichtung dieser Art mehr. Aufgrund des kleinen Verbreitungsgebietes listet die IUCN die Sody-Baumratte als „gefährdet“ (vulnerable).